# Enzo Ungari
(Enzo Ungari, Schermo delle mie brame)
Enzo Ungari (La Spezia, 13 luglio 1948 – Roma, 22 febbraio 1985) è stato un critico cinematografico e sceneggiatore italiano.
Tra i responsabili del cineclub il Filmstudio 70  e tra i fondatori della manifestazione cinematografica dell'Estate Romana, Massenzio, è stato il responsabile della sezione Mezzogiorno/Mezzanotte dalla Mostra del cinema di Venezia diretta da Carlo Lizzani tra il 1979 e il 1982. Ha collaborato con Bernardo Bertolucci alla sceneggiatura del film L'ultimo imperatore.

## Biografia
Ha iniziato la sua attività di operatore culturale curando rassegne cinematografiche per il Circolo Arci Charlie Chaplin e scrivendo per la rivista ciclostilata Giovane Cinema. Trasferitosi a Roma inizia a lavorare alla rivista Cinema e Film diretta da Adriano Aprà, e per il cineclub Filmstudio 70. Ha collaborato anche con la rivista "Gong" e i Cahiers du Cinéma.
Tra il 1973 e il 1985 scrive sceneggiature per Dario Argento (Le cinque giornate), Giuseppe Bertolucci (Oggetti smarriti), Gianni Amico (Io con te non ci sto più, 1983) e Walerian Borowczyk (Ars Amandi, l'arte di amare). Con Bernardo Bertolucci inizia la stesura della sceneggiatura del film L'ultimo imperatore, partecipando anche ai sopralluoghi in Cina. Scompare però per una grave malattia prima che il film (che vincerà nel 1987 ben nove premi Oscar) venga realizzato. La sua sceneggiatura di Sanguepazzo verrà realizzata nel 2008 da Marco Tullio Giordana.
A lui è dedicato Daunbailò (Down by Law), il film di Jim Jarmusch con Roberto Benigni.
A lui si deve la definizione di "mangiatore di film", utilizzata in "Confessioni di un mangiatore di film di provincia".
Nel 2016 esce il libro Enzo Ungari il mangiatore di film di Daniele Ceccarini con la prefazione di Adriano Aprà.

## Opere
- Il cinema di Andy Warhol, Milano, Arcana, 1970
- Immagine del disastro, Milano, Arcana, 1975
- Ossessione e La terra trema, Cappelli, 1977
- Schermo delle mie brame, Firenze, Vallecchi, 1978
- Proiezioni private, Milano, Il Castoro, 1996
- Scene madri di Bernardo Bertolucci, Milano, Ubulibri
- Schermo delle mie brame, Bologna, Cue Press, 2019. ISBN 9788855100168.